# Conus jickelii
Conus jickelii is een in zee levende slakkensoort uit het geslacht Conus. De slak behoort tot de familie Conidae. Conus jickelii werd in 1873 beschreven door Weinkauff. Net zoals alle soorten binnen het geslacht Conus zijn deze slakken roofzuchtig en giftig. Zij bezitten een harpoenachtige structuur waarmee ze hun prooi kunnen steken en verlammen.